# آگاتا کارچمرزوسکا
آگاتا کارچمرزوسکا (انگلیسی: Agata Karczmarzewska؛ زادهٔ ۲۷ ژوئن ۱۹۷۸) بازیکن والیبال اهل لهستان است.